# Dana Carvey
Dana Thomas Carvey (Missoula, 2 de junho de 1955) é um comediante e ator americano, conhecido por seu trabalho no programa de televisão Saturday Night Live e pelos filmes spin-offs Wayne's World e Wayne's World 2.